# Đức Hòa Hạ
Đức Hòa Hạ là một xã thuộc huyện Đức Hòa, tỉnh Long An, Việt Nam.

## Địa lý
Xã Đức Hòa Hạ có vị trí địa lý:
- Phía đông giáp xã Đức Hòa Đông và Thành phố Hồ Chí Minh
- Phía tây giáp xã Hựu Thạnh và thị trấn Đức Hòa
- Phía nam giáp Thành phố Hồ Chí Minh.
- Phía bắc giáp xã Đức Hòa Đông.

Xã có diện tích 23,02 km², dân số năm 1999 là 9.708 người, mật độ dân số đạt 422 người/km².

## Hành chính
Xã được chia thành 4 ấp: Bình Tả 1, Bình Tả 2, Bình Tiền 1, Bình Tiền 2.

## Lịch sử
Xã Đức Hòa Hạ được thành lập vào ngày 24 tháng 3 năm 1979 từ một phần diện tích và dân số của xã Đức Hòa cũ.
Ngày 12 tháng 1 năm 2016, thị trấn Đức Hòa mở rộng (gồm thị trấn Đức Hòa, xã Đức Hòa Hạ và một phần các xã Đức Hòa Đông, Hựu Thạnh) được công nhận là đô thị loại IV.